# Michele Micheletti
Michele Martha Micheletti, född 5 september 1953, är en svensk statsvetare.
Micheletti disputerade 1985 vid Stockholms universitet med avhandlingen Organizing interest and organized protest: difficulties of member representation for the Swedish Central Organization of Salaried Employees (TCO). Hon utnämndes 2004 till professor i statsvetenskap vid Karlstads universitet, och återkom 1 januari 2009 till Stockholms universitet på Lars Hiertas professur i statskunskap. Micheletti invandrade 1975 till Sverige från USA.